# 스페이스플레인

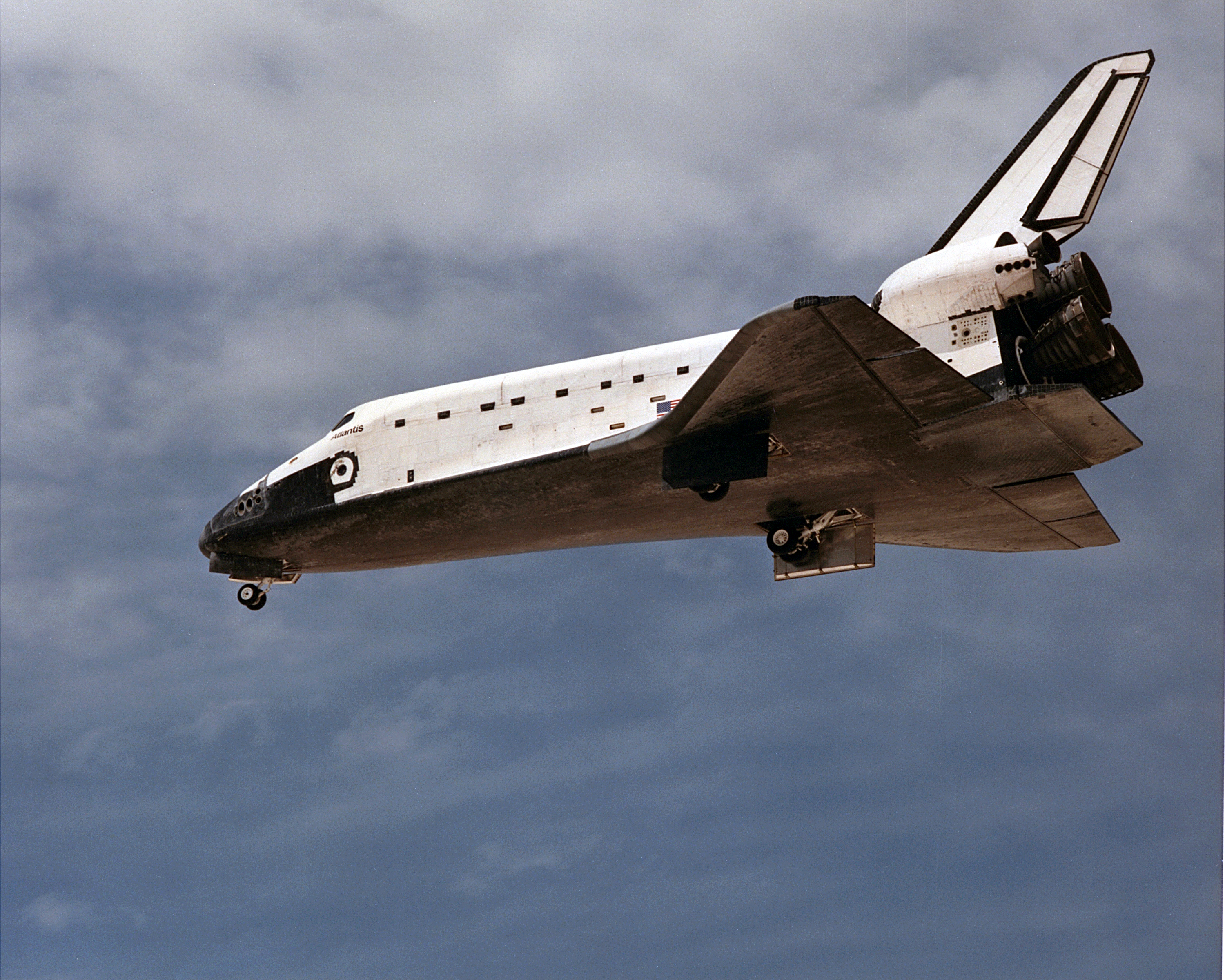
아틀란티스 우주왕복선

스페이스 플레인(spaceplane)은 종래의 우주왕복선과는 달리 날개가 있어 자유롭게 활주로에서 수직으로 이륙 할 수 있는 발사체를 말한다. 쉽게 말하면 비행기와 로켓을 합한 것이다. 스페이스 플레인은 전체 재사용이 가능한 RLV와는 달리 일부 재사용이 가능한 RLV로, 우주왕복선, 부란, 에네르기아 등이 개발되었다.

## 같이 보기
- 유인 우주선 목록